# Can Ristol
Can Ristol és un edifici del municipi de Sant Just Desvern (Baix Llobregat) que forma part de l'Inventari del Patrimoni Arquitectònic de Catalunya.

## Descripció
És un mas de planta basilical. És de composició simètrica, on la façana es troba partida per una cornisa a nivell de balcó de la planta baixa. Posseeix arestes de pedra i un portal d'arc rebaixat. La façana s'acaba amb uns òculs d'inspiració barroca. El balcó i la balconera són de pedra ricament treballada corresponent, probablement a una refacció del segle xix en la qual s'estucà el parament imitant carreus de pedra. A la llinda de la primera planta hi ha l'escut de la vila.

## Història
Fou construïda a partir de l'any 1765, quan s'obrí la Carretera Reial, al voltant del veí Hostal Nou. Al segle xix sofrí una refacció. S'han realitzat reformes per fer un habitatge nou, així consta en dues dades cadastrals d'intervencions, 1953 i 1969.